# Dodge Hornet
Dodge Hornet – samochód osobowy typu SUV klasy kompaktowej produkowany pod amerykańską marką Dodge od 2022 roku.

## Historia i opis modelu

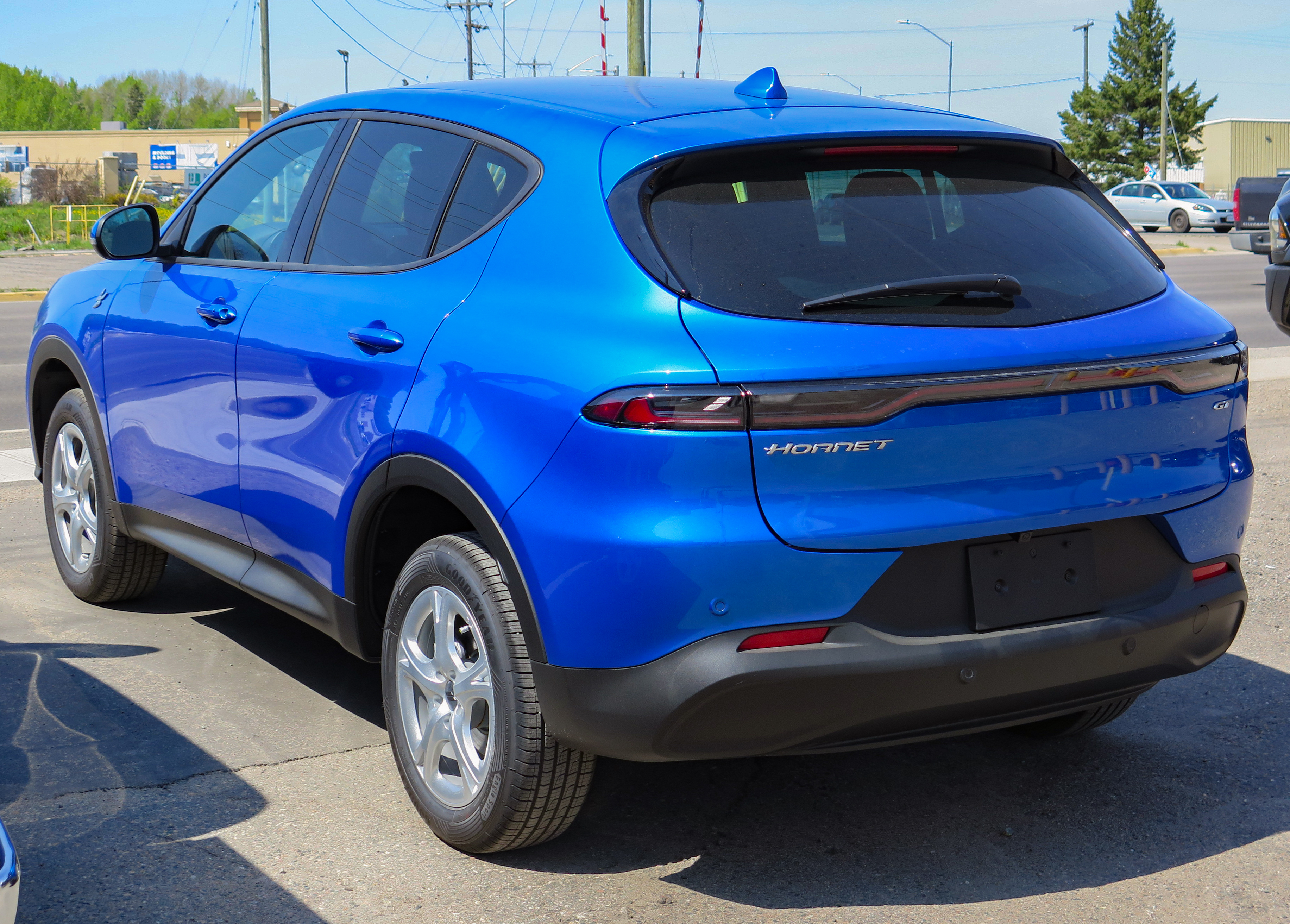
Dodge Hornet - tył

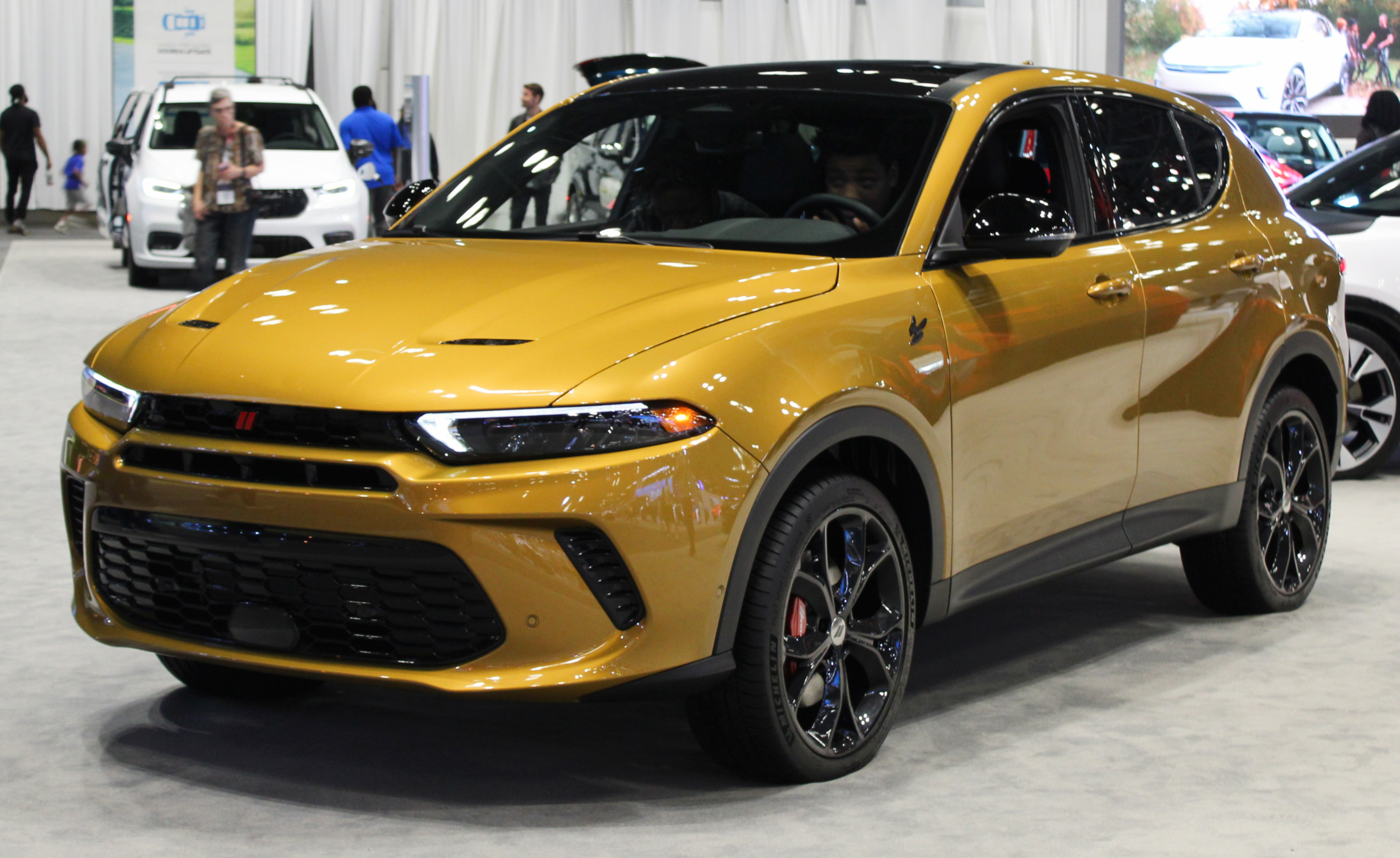
Dodge Hornet RT

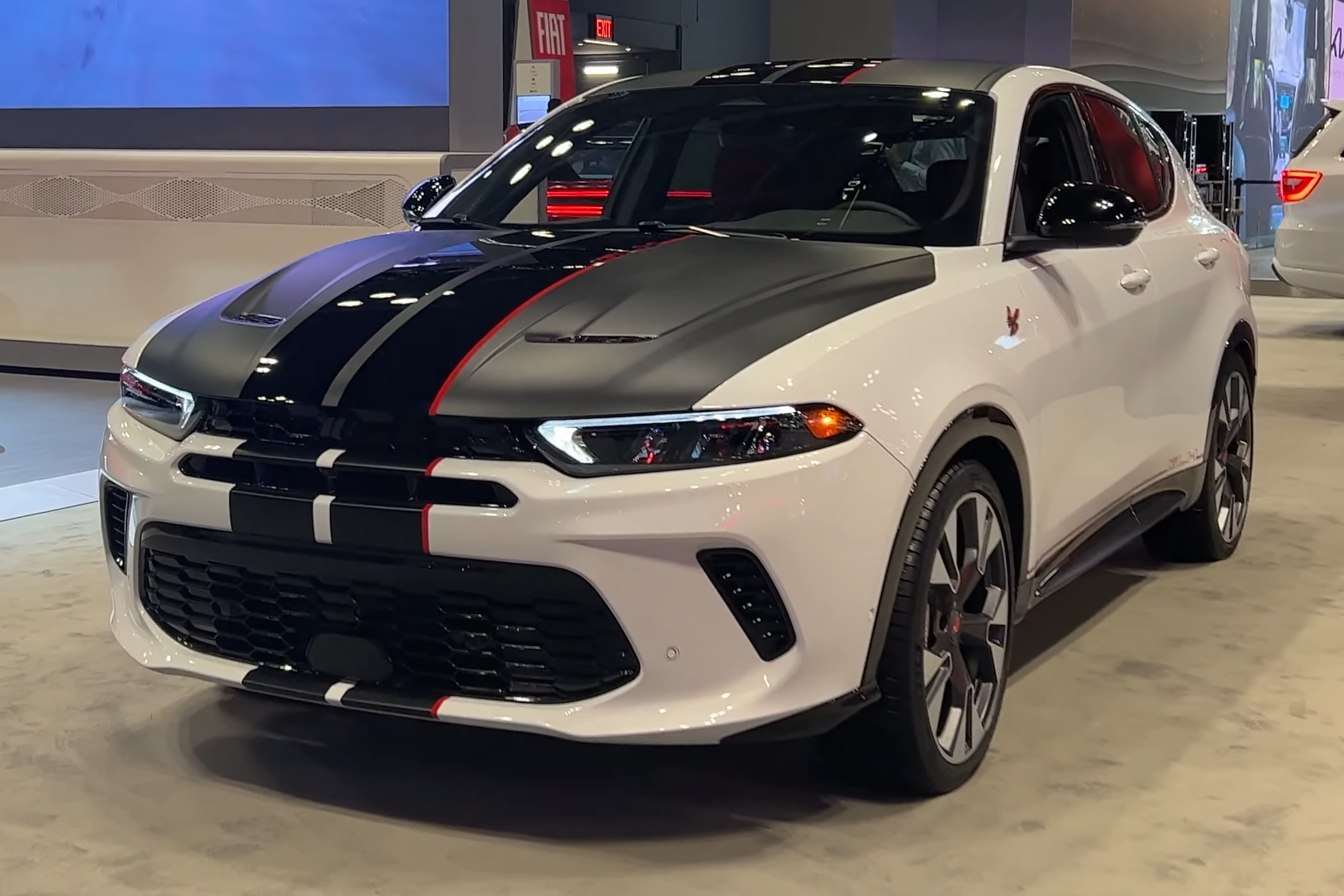
Dodge Hornet GLH Concept

Pierwotnie w 2006 roku pod nazwą Dodge Hornet Concept zadebiutowało studium miejskiego minivana, które miało zwiastować nowy model amerykańskiej firmy skonstruowany głównie z myślą o europejskim rynku. Projekt ten nie doczekał się jednak realizacji, a do nazwy wykorzystanej dla prototypu już nie powrócoo. Zmianie uległo to 14 lat później, kiedy to po powstaniu koncernu Stellantis zaplanowano obszerną modernizację i rozbudowę gamy Dodge'a. W jej wyniku latem 2021 roku pojawiły się informacje, że amerykańska firma planuje rozbudować swoją ofertę o kompaktowego SUV-a zbudowanego we współpracy z Alfa Romeo.
Informacje te zmaterializowały się ostatecznie w sierpniu 2022, kiedy to zadebiutował Dodge Hornet jako drugi SUV w ofercie po flagowym Durango i zarazem pierwszy zupełnie nowy model firmy od 10 lat. Samochód okazał się być nie pokrewną, lecz bliźniaczą konstrukcją wobec przedstawionej pół roku wcześniej Alfy Romeo Tonale, co spotkało się z niezadowoleniem przedstawicieli włoskiego producenta. Różnice wizualne ograniczono do stosunkowo niewielu elementów wizualnych: pas przedni wyróżniły reflektory z innymi wkładami połączone wąskim wlotem powietrza, maskę przyozdobiły imitacje wlotów powietrza, a tylny pas świetlny zyskał inny, prosty wzór z diod LED. W kabinie pasażerskiej umieszczono inny kształt przycisku uruchamiania zapłonu na kierownicy, także inny wzór górnej części deski rozdzielczej z prostokątnymi bocznymi nawiewami, zamiast okrągłych jak w Tonale.
Gamę wariantów napędowych utworzyły dwie odmiany: podstawowa oraz topowa, hybrydowa pod nazwą R/T. Zwykły Dodge Hornet, nazwany "Hornet GT", napędzany jest przez czterocylindrowy, turbodoładowany silnik benzynowy o pojemności 2 litrów i mocy 265 KM. Pozwala on rozpędzić się do 100 km/h w 6,5 sekundy i przenosi moc na przednią oś przy pomocy automatycznej, 9-stopniowej przekładni automatycznej. Na życzenie klienta dostępny jest też sportowy pakiet Hornet GT GLH, który oferuje dwubarwne malowanie nadwozia, 20-calowe sportowe alufelgi, obniżone zawieszenie i podwójne końcówki wydechu.

### Hornet R/T
Zbieżności z gamą silnikową Tonale pojawiają się w przypadku topowego wariantu Hornet R/T. W tej odmianie kompaktowy SUV Dodge'a napędzany jest przez spalinowo-elektryczny, hybrydowy układ napędowy typu plug-in, który tworzy czterocylindrowy silnik benzynowy o pojemności 1,3 litra i umieszczony przy tylnej osi silnik elektryczny. 
Łączna moc układu wynosi o 20 KM niż w przypadku włoskiego odpowiednika, 285 KM, osiągając do tego 519 Nm maksymalnego momentu obrotowego. Pozwala to rozpędzić się do 100 km/h w 6,1 sekundy dzięki funkcji PowerShot. Zapewnia ona dodatkowe 25 KM mocy przez 15 sekund rozpędzania się, przenosząc moc na obie osie przy pomocy 6-stopniowej przekładni automatycznej. Jako hybryda plug-in, Dodge Hornet R/T wyposażony został w akumulator trakcyjny o pojemności 15,5 kWh pozwalający na poruszanie się w trybie czysto elektrycznym. Samochód może w ten sposób przejechać średnio ok. 50 kilometrów.

### Sprzedaż
W przeciwieństwie do bliźniaczego Alfa Romeo Tonale o globalnym zasięgu rynkowym, Dodge Hornet opracowany został z ograniczeniem do rynków Ameryki Północnej. Do produkcji wyznaczone zostały te same co w przypadku włoskiego odpowiednika zakłady produkcyjne Stellantis we włoskim Pomigliano d'Arco pod Neapolem. W czasie gdy dostawy pierwszych egzemplarzy podstawowej odmiany GT wyznaczono na koniec 2022 roku, tak dostawy pierwszych topowych R/T określono na wiosnę 2023. W ciągu pierwszych 24 godzin od sierpniowej premiery Dodge poinformował o zebraniu 14 tysięcy zamówień na Horneta.

### Silniki
- R4 2.0l Turbo 265 KM
- R4 1.3l PHEV 285 KM